# Marwa Rakha
Marwa Rakha (sinh năm 1978) là một chuyên gia về hẹn hò và mối quan hệ người Ai Cập. Rakha là nhà tư vấn cá nhân được biết đến rộng rãi ở Ai Cập và Thế giới Ả Rập, bà thường xuyên xuất hiện ở cả báo in và các phương tiện truyền thông phát sóng, đặc biệt là các talk show và bà nổi tiếng với những quan điểm gây tranh cãi về hẹn hò và trinh tiết. Tác phẩm nổi bật nhất của bà là The Poison Tree: Planted and Grown in Egypt.
- Mục danh sách

## Sự nghiệp
Rakha tốt nghiệp trường Đại học Ain Shams năm 1996 với tấm bằng thuộc ngành văn học Anh. Trước khi trở thành tác giả viết về các cuộc hẹn hò và các mối quan hệ, Rakha đã thử qua nhiều công việc khác nhau gồm cả nhân viên tiếp tân và giám đốc tiếp thị cho một chuỗi khách sạn. Năm 2005, bà bắt đầu cho xuất bản các bài báo trong khi giảng dạy tại Đại học Hoa Kỳ tại Cairo. Quyển sách The Poison Tree: Planted and Grown in Egypt ra mắt vào tháng 1 năm 2008. Tháng 5 năm 2008, bà đã phát hành một chương trình phát thanh tiếng Ả Rập và vào tháng 6, bà đã phát hành thêm phiên bản tiếng Anh cho chương trình. Bà hiện đang dạy ngành marketing tại Đại học Hoa Kỳ ở Cairo và tham gia viết bài cho ba tạp chí tiếng Anh, một bài báo và tạp chí tiếng Ả Rập và hai trang web. Bà đã được phỏng vấn rất lâu về quan điểm của bà về hôn nhân và các mối quan hệ trong cuốn sách Sex and the Citadel.

## Quan điểm
Rakha nổi tiếng trong thế giới Ả Rập vì những quan điểm gây tranh cãi về một số chủ đề liên quan đến các mối quan hệ và sức khỏe tình dục. Bà từng nói "Tôi đã được nuôi dưỡng để trở thành một cô gái người Ai Cập trung lưu ngoan ngoãn; nhưng dù thế nào thì trở nên ngoan ngoãn không thích hợp với quan điểm của tôi. Tôi không thể hiểu tại sao các cô gái bị giết, tự tử, hoặc sống trong nỗi xấu hổ suốt đời khi họ mất đi trinh tiết của mình. Tôi không hiểu tại sao luật lệ đó chỉ áp đặt lên các cô gái trong khi bạn trai của họ lại không phải chịu nó".

## Tác phẩm
Được viết theo nhiều lối viết khác nhau, The Poison Tree: Planted and Grown in Egypt bao gồm các chủ đề về các cuộc chiến tranh giới tính, hôn nhân, ly hôn, giới tính, hẹn hò, trinh tiết, tôn giáo. Quyển sách được phát hành vào tháng 1 năm 2008.